# Andrew Grove
Andrew Stephen Grove (rojen kot Gróf András István), ameriški inženir, kemik in poslovnež madžarskega rodu, * 2. september 1936, Budimpešta, † 21. marec 2016.
Po madžarski revoluciji je leta 1957 prišel v ZDA. Tu je opravil študij in doktorat iz kemičnega inženirstva. 
Najbolj je znan po svojem delu v Intel Corporation, kjer je zasedal vodilne položaje.